# 呂明才
呂明才 （LUI Ming Choi，1888年2月12日—1956年3月17日），廣東省普寧蒼豪鄉（即今普寧麒麟鎮蒼豪村）人。香港企業家、慈善家。呂明才逝世後，其後人成立呂明才基金會，並在世界各地資助興建教堂、學校，累計教堂超過百餘家、中小學、幼稚園及教育機構超過二十餘家。

## 生平
呂明才生於廣東省。父親呂祥光（1842年生），年青時在普寧鄉間接觸到西方傳教士，很早便已成了基督徒。呂祥光與沈氏結婚，共誕下七男二女。長子就是呂明才。
呂明才年少時亦受父親薰陶，自幼便接觸基督教。由於少年時家境清貧，而呂亦是長子的關係，呂明才很小便已外出工作，幫補家計。十八歲時呂明才到泰國謀生，生活亦漸見穩定。其後呂明才返回中國，在廣東潮汕一帶經營生意。中日戰亂期間，呂明才被迫放棄汕頭事業，舉家遷往香港，並在上環三角碼頭一帶創立了呂興合長記銀莊有限公司。
呂明才對基督教十分熱誠，曾任汕頭浸信會及香港潮人生命堂執事。教會亦多委任呂出任司庫之職。
呂明才一生從事財務投資、商品買賣、食品貿易及貨倉儲存生意，積聚了不少財富。呂氏晚年有感一生未能全身侍奉基督，故此叮囑後人於其財產用作成立呂明才基金會，以作為香港及南中國海一帶傳揚福音及作育英材之用。

## 以他或其家人命名之教育機構
- 浸信會呂明才中學
- 路德會呂明才中學
- 聖公會呂明才中學
- 聖公會聖西門呂明才中學
- 浸信會呂明才小學
- 浸信會沙田圍呂明才小學
- 中華傳道會呂明才小學
- 浸信宣道會呂明才小學
- 聖公會呂明才紀念小學
- 香港仔浸信會呂明才書院
- 柴灣浸信會學前教育中心呂明才幼稚園
- 柴灣浸信會學前教育中心呂明才幼稚園 (小西灣)
- 粉嶺浸信會呂明才幼稚園

### 元配
- 新生命教育協會呂郭碧鳳中學
- 田景邨浸信會呂郭碧鳳幼稚園
- 富亨浸信會呂郭碧鳳幼稚園
- 愛群道浸信會呂郭碧鳳幼稚園
- 廣林浸信會呂郭碧鳳幼稚園

### 父親
- 路德會呂祥光中學
- 路德會呂祥光小學

## 外部連結
- 林呂英麗：我的父親呂明才
- 呂元祥先生致訓詞（聖公會呂明才中學）
- 呂明才基金會回顧（基督教週報） （页面存档备份，存于）

1. 1 2  墳場研究 Cemetery Study[永久] www.facebook.com